# Kłóbka

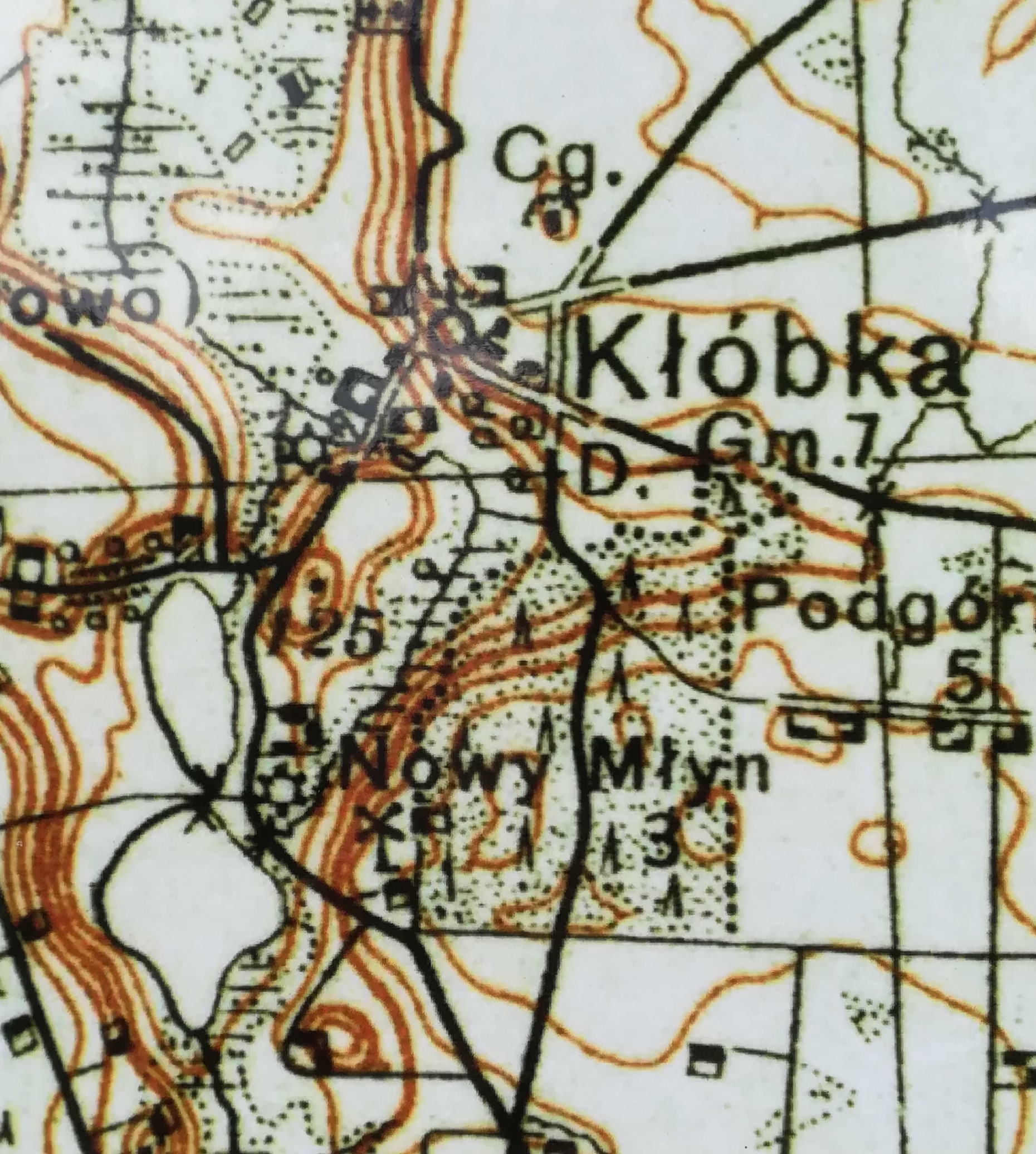
Mapa Kłóbki i okolic z 1930

Kłóbka – wieś w Polsce położona w województwie kujawsko-pomorskim, w powiecie włocławskim, w gminie Lubień Kujawski.
Do 1954 roku miejscowość była siedzibą gminy Kłóbka, następnie gromady Kłóbka, do 1972 r.
W latach 1975–1998 miejscowość administracyjnie należała do województwa włocławskiego. Według Narodowego Spisu Powszechnego (III 2011 r.) liczyła 306 mieszkańców.

## Obiekty zabytkowe
We wsi znajduje się zabytkowy kościół parafialny z lat 1880–1881, zespół dworski z 1850 roku wraz z parkiem krajobrazowym o powierzchni 7,5 ha w obrębie skansenu (Kujawsko-Dobrzyński Park Etnograficzny), do którego przenoszone są obiekty zabytkowej architektury z terenu Kujaw i ziemi dobrzyńskiej. Skansen w Kłóbce jest filią Muzeum Ziemi Kujawskiej i Dobrzyńskiej we Włocławku. W wyremontowanym pałacyku, zakupionym w 2010 przez województwo kujawsko-pomorskie, eksponowane są wnętrza stylizowane na ziemiańską siedzibę z l. 30. XX wieku. Można w nim oglądać antyki i dzieła sztuki, m.in. dwa pejzaże namalowane na przełomie XVII i XVIII w. przez Philipa Petera Roosa, znanego jako Rosa da Tivoli. W 2016 przewidywane jest zakończenie prac w parku i ogrodzie.

## Znane osoby
We Kłóbce ostatnie lata życia spędziła Maria Wodzińska, znana malarka i pianistka, narzeczona Fryderyka Chopina, przedstawicielka kujawskiej rodziny Wodzińskich herbu Jastrzębiec.
Z Kłóbki pochodzi Józef Kaszewski, polski nauczyciel i działacz polityczny, poseł na Sejm PRL III i IV kadencji (1961–1969).

## Historia
Początki tutejszej parafii pw. Świętego Prokopa sięgają zapewne XIII stulecia, natomiast w świetle tradycji pierwszy kościół w Kłóbce miał powstać już połowie XII wieku. Pierwszym źródłem pisanym mówiącym o tutejszym kościele jest wykaz parafii diecezji włocławskiej z lat 1325–1327. Wiadomo również, że przed 1448 rokiem w Kłóbce istniała fortalicja w formie dworu na kopcu za przekopem. Funkcjonowała ona do połowy XVII stulecia. Do naszych czasów zachował się zarys szańca określany jako dawne grodzisko. Zapewne w końcu XVII w. na wschód od kopca, na sąsiadującym wzniesieniu został wybudowany nowy dwór. Od czasu średniowiecza poniżej dworu na spiętrzeniu rzeczki Lubieńki działał młyn wodny. Ukształtowany historycznie układ przestrzenny z kościołem, grodziskiem i założeniem dworskim (także folwarcznym i parkowym) położonymi na sąsiadujących ze sobą wzniesieniach oraz ulokowanym poniżej młynem wodnym zachował się do czasów współczesnych.
Z Kłóbką związane są dzieje jej właścicieli – patriotycznego rodu Orpiszewskich, oraz związanej z nimi Marii Wodzińskiej Orpiszewskiej, muzy wybitnych twórców epoki romantyzmu Fryderyka Chopina i Juliusza Słowackiego. Postać Marii z Wodzińskich, jedynej narzeczonej wybitnego kompozytora i personifikacji wyidealizowanej miłości J. Słowackiego utrwalonej w poemacie W Szwajcarii jest powszechnie znana. Pamiątki po malarce (szkice, rękopisy, pianino, a przede wszystkim namalowane przez nią obrazy) zgromadzono we wzniesionym w XIX wieku skrzydle rezydencji, w którym spędziła ostatnie lata życia. Mniej znany jest natomiast ród Orpiszewskich, właścicieli Kłóbki w XIX i XX w. Majątek w Kłóbce stał się ich własnością w 1822 r., kiedy zakupił go Józef Orpiszewski. Był on nie tylko dobrym gospodarzem, ale także prawym obywatelem i gorącym patriotą. Jako 16-letni młodzieniec uczestniczył w powstaniu kościuszkowskim walcząc w nim aż do klęski pod Maciejowicami. Później był zarządcą w majątkach ziemskich zajmując się hodowlą owiec i koni. Najbardziej znanym przedstawicielem rodu był najstarszy syn Józefa – Ludwik (1810-1875) – pisarz, poeta, dramaturg i tłumacz używający pseudonimu Ludwik z Krzewia (od wsi w dobrach Kłóbskich). Był on członkiem Sprzysiężenia Podchorążych i uczestnikiem ataku na Belweder w czasie nocy listopadowej 1830 r. Po upadku powstania listopadowego wyjechał do Francji, gdzie jako działacz Wielkiej Emigracji był bliskim współpracownikiem księcia Adama Jerzego Czartoryskiego. Był także redaktorem naczelnym pisma Trzeci Maj, a w latach 1844-1848 delegatem Hotelu Lambert przy Stolicy Apostolskiej. Jego młodsi bracia również byli zaangażowani w działalność niepodległościową. Ignacy Orpiszewski (1811-1882) uczestniczył w 1833 r. w nieudanej próbie wskrzeszenia powstania zbrojnego w oddziale Artura Zawiszy, za co został zesłany na wschodnią Syberię.
Dwór w Kłóbce był także miejscem działań niepodległościowych. To tutaj na początku czerwca 1833 r. nocował i został wyekwipowany oddział Artura Zawiszy, który 14 czerwca został rozbity w bitwie pod Krośniewicami. Udokumentowana jest też potyczka z czasu powstania styczniowego, która miała miejsce w Kłóbce. W dniu 16 października 1863 r. stacjonujący we dworze oddział ułanów został zaatakowany przez rosyjską kolumnę pieszą i kozacką dowodzoną przez porucznika Bogomolcewa. W wyniku potyczki poległo dwóch powstańców, a trzech dostało się do niewoli.

## Kłóbka współcześnie i dawniej

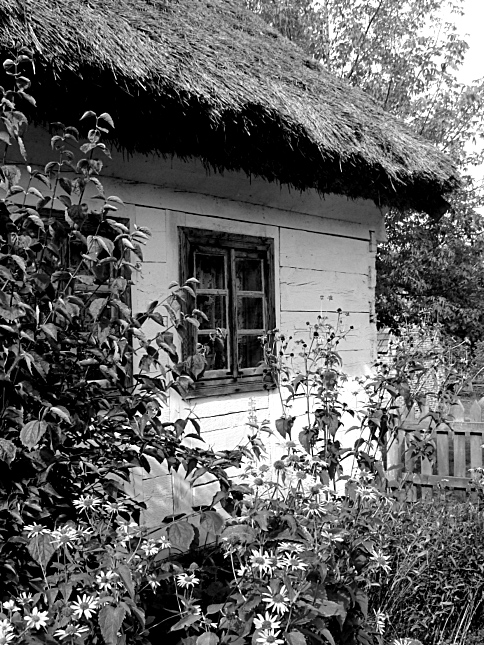
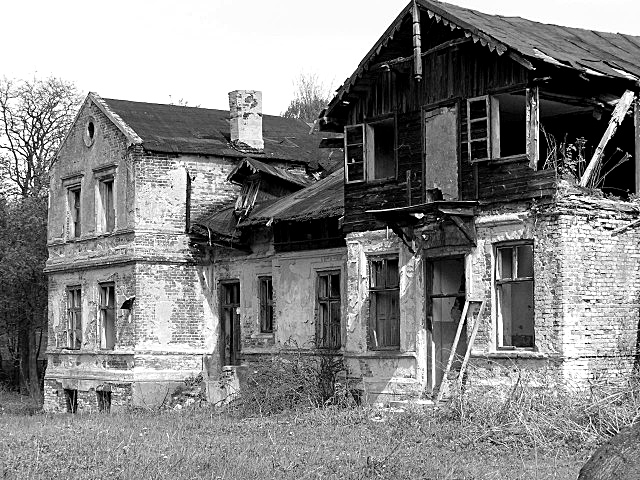
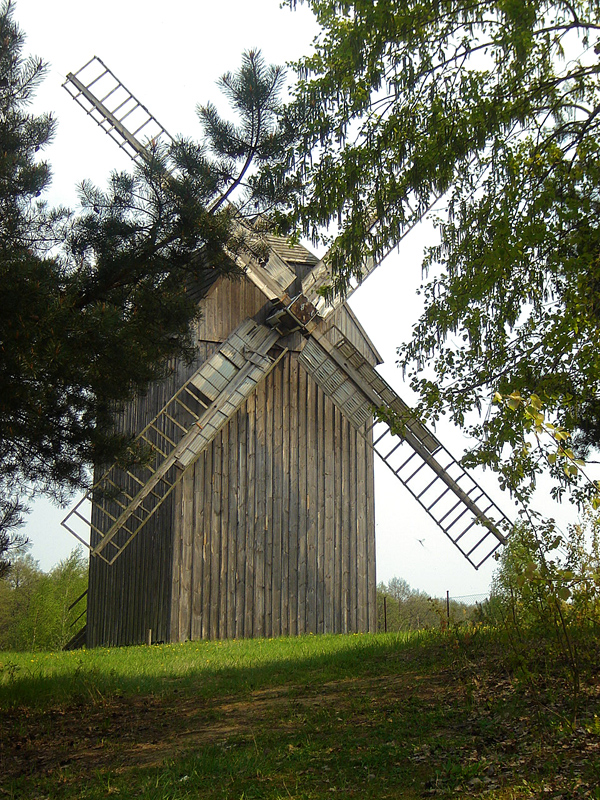
Wiatrak koźlak z Zadusznik
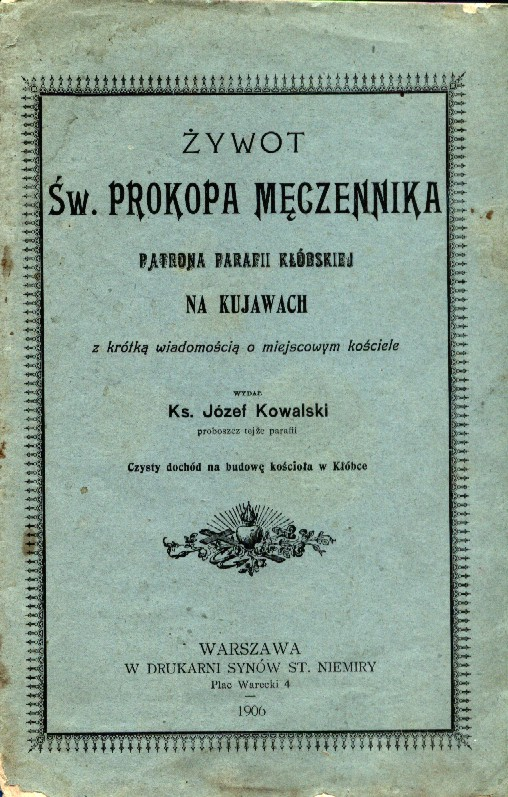
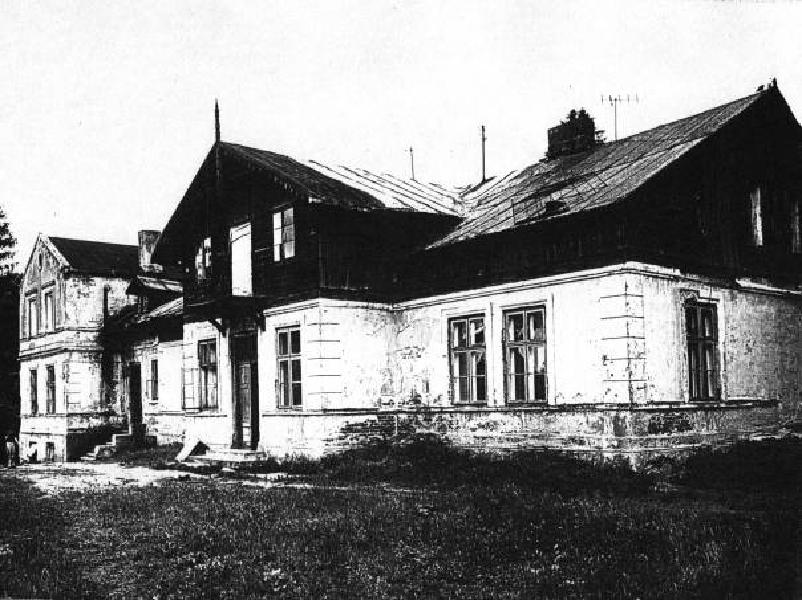
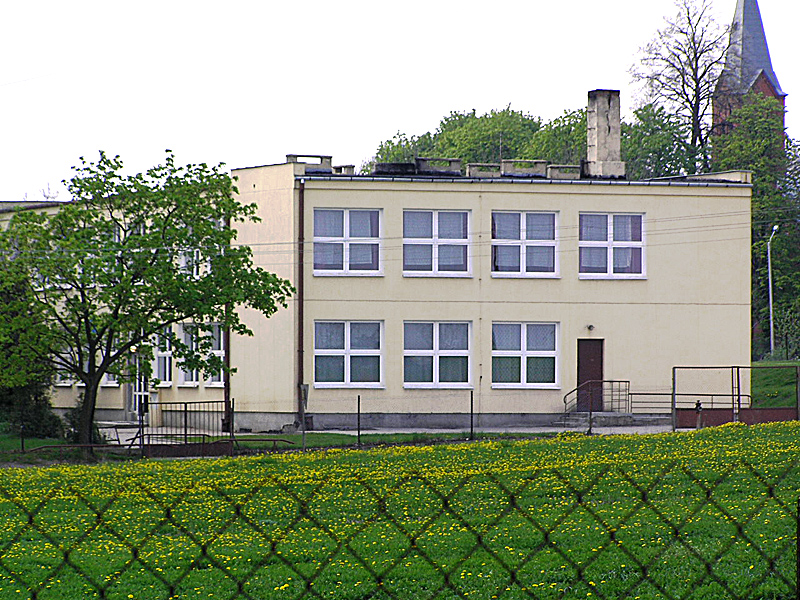
Szkoła Podstawowa im. Fryderyka Chopina
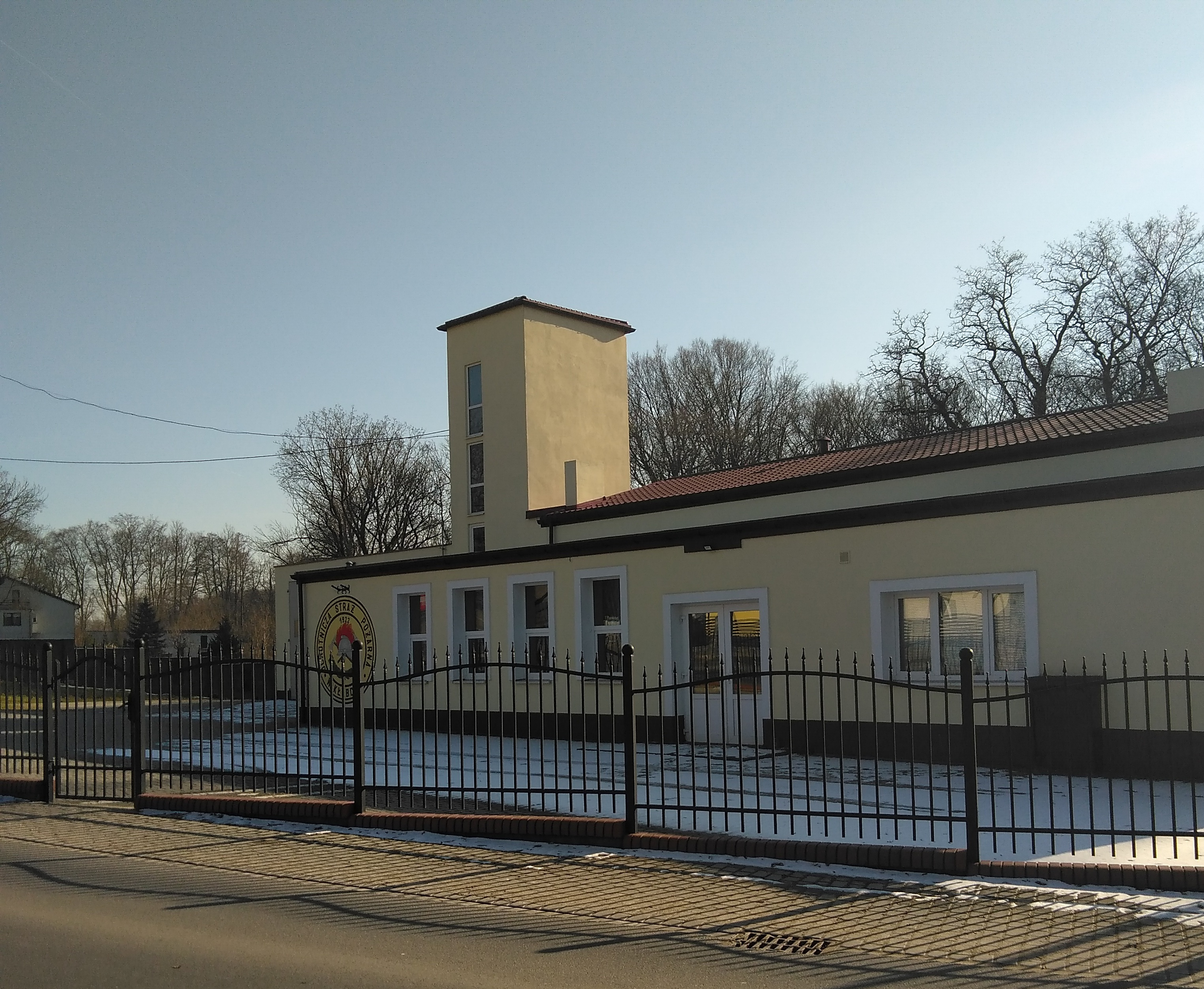
Remiza OSP w Kłóbce (2025)
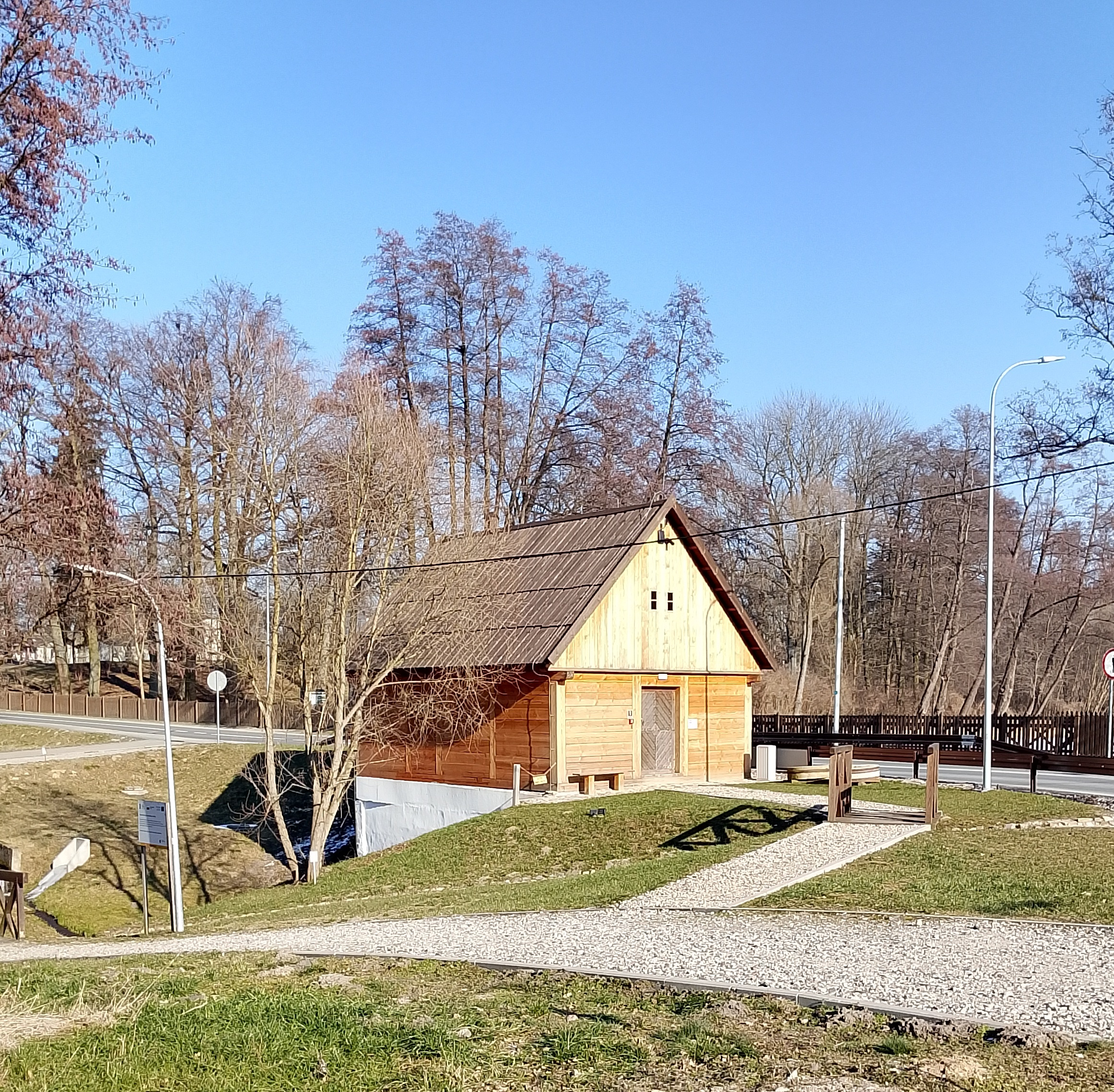
Zrekonstuowany młyn wodny w Kłóbce